# Fazenda Glória do Mundo
A Fazenda Glória do Mundo é uma fazenda do século XIX, pertencente à família Werneck, dedicada à plantação de café, cana-de-açúcar e criação de gado.

## História
Sua origem remonta ao desmembramento de outra fazenda, a Fazenda da Várzea. Foi fundada pelo comendador Inácio José de Souza Werneck (conhecido como padre Werneck). A plantação de café, cana-de-açúcar e a criação do gado atingiu seu auge com Luis Quirino da Rocha, filho do Barão de Palmeiras (Francisco Quirino da Rocha), que adquiriu a fazenda em 1851 e era casado também a neta de Werneck. Na metade do século XIX, constavam 250 escravos trabalhando na propriedade.
João Quirino, um de seus filhos, herdou a Fazenda Glória do Mundo e durante a crise da cafeicultura, foi vendida para a família Oliveira Pena. A fazenda ainda permanece como próspera unidade agrícola, com produção diversificada.
Em 1918, a fazenda foi adquirida por José da Mota Vizeu do proprietário Caio Valadares, advogado que ficou conhecido por ser o mandante do assassinato do Juiz Cornélio de Magalhães Moraes, que apesar de ter sido absolvido, fugiu para o Acre.

## Casa Sede
A casa sede foi demolida e reconstruída uma nova em 1946.

## Engenho
O Engenho da Fazenda Glória do Mundo é datado de 1842 e a Chaminé, acoplada ao galpão, de 1887. Apesar de mal conservado externamente, tem sua estrutura interna bem conservada. Possui um galpão de dois pavimentos, com estrutura de madeira aparente e paredes de vedação em taipa de mão, com janelas em guilhotina por fora no térreo e em venezianas por fora no segundo pavimento. Suas telhas vieram de Marselha (França) e toda a estrutura veio pronta da Europa, sendo apenas montada no local. Ainda pode-se observar o grande eixo de ferro com várias roldanas e a grande roda d'água que movimentava a engenhoca para o beneficiamento dos grãos. Sua estrutura produtiva com estrutura em madeira, com frechais, pilares, madres, terças, tesouras e caibros permanece intacta o que distingue este engenho de muitos outros ainda existentes no país, podendo ser considerado um monumento a ser preservado. Características que se destacam são os lambrequins nos beirais do telhado e as belas peças torneadas que funcionam como mãos-francesas.
Após ser proibida a produção de açúcar por pequenos engenhos durante o governo de Getúlio Vargas, a fazenda passou a focar na produção de cachaça para aproveitar a estrutura montada e a plantação de cana.

## Estação Ferroviária de Werneck
Criada em 1898, recebeu este nome em homenagem à família Werneck, após João Quirino da Rocha Werneck doar parte das terras da Fazenda Glória do Mundo para sua construção.